# Enchiridion Biblicum
L'Enchiridion Biblicum (Manuel de la Bible en latin, abréviation EB), sous-titré « Documents de l'Église sur les Écritures saintes », est un recueil de documents du Magistère catholique sur la Bible. Le texte original latin est présenté en face de la traduction italienne.
La première édition, aux Edizioni Dehoniane de Bologne, remonte à 1993. Elle a été suivie par une deuxième édition en 1994 et une troisième en 2004.